# 中洲流
中洲流（なかすながれ）は、博多祇園山笠の運営における構成単位である流の一つである。福岡市博多区の中洲（旧 東中洲）を地盤とする流である。町名町界整理後の現行町名で構成される。

## 歴史
東中洲（現在の中洲）は、江戸期には魚町流（福神流）の一部とされていた。
戦前は、土居流の加勢町「東中洲（中洲若）」として山笠に参加していたが、昭和24年に加勢町から独立し「中洲流」として、ひとつの流となり現在に至る。
現在の博多七流に含まれる。

## 概要
舁き山と飾り山を立て、飾り山は中洲繁華街を貫く中洲大通りに毎年建てられている。中洲五丁目から中洲一丁目で順番に当番町を送り、山笠の運営にあたる。中洲に本店を置く辛子明太子メーカーのふくやとは創業当時から縁が深い。

## 服装
統一の長法被（当番法被）、水法被を着用する。
長法被（当番法被）は「中洲」の文字を図案化したデザインである。
水法被は、背中に中洲の文字。襟には「中洲若」。子供用の水法被の襟には「中洲子」と書かれている。
締め込みは紺や黒が多く見られる。
また、長法被（当番法被）を着用する際は、下着の代わりに水法被を着用する。元々はどこの流でも行われていたが、現在では中洲流独自の風習となっている。

## 構成町
新町名5ヶ町で構成されている。
- 中洲一丁目
- 中洲二丁目
- 中洲三丁目
- 中洲四丁目
- 中洲五丁目

中洲〇丁目の中洲を省き、単に〇丁目と呼ばれる場合もある。

### 加勢町
- 満津若（堅粕の一部）
- 翁若（馬出の翁別神社の氏子地域）
- 警固若（警固）

## お汐井取り帰路
中洲流のお汐井取りの帰路は、西門橋から博多部へ入ります。これは中洲流が結成される前、加勢町として土居町流に参加していた頃、土居町流が西門橋から博多部に入っていたことから、今も中洲流に残る風習である。

## 志賀海神社 参拝
志賀海神社の砂浜の真砂を、かつては「お汐井」として使っていた事から、中洲流は志賀海神社にお礼参りを行う。
この風習は、中洲流独自の風習である。